# 22 май
22 май е 142-рият ден в годината според григорианския календар (143-ти през високосна). Остават 223 дни до края на годината.

## Събития
- 853 г. – Олаф I, син на краля на Норвегия, оглавява викингите в Ирландия и обявява за нейна столица Дъблин.
- 1455 г. – В Англия започва Войната на розите.
- 1762 г. – Швеция и Прусия подписват Хамбургското споразумение.
- 1768 г. – Мореплавателят Луи Антоан де Бугенвил открива остров Пентекост.
- 1856 г. – В Москва е открита Третяковската галерия.
- 1906 г. – Братя Райт патентоват първата „летяща машина“.
- 1939 г. – Втора световна война: Германия и Италия подписват Железния пакт.
- 1942 г. – Мексико се включва във Втората световна война на страната на Съюзниците.
- 1947 г. – Студената война: В борбата си срещу разпространението на комунизма, Президентът на САЩ Хари Труман подписва Доктрината Труман, с която отпуска 400 милиона щатски долара военна и икономическа помощ на Турция и Гърция, за да противодействат на вътрешните комунистически движения.
- 1956 г. – Районът на Трихълмието (Тримонциума) в Пловдив е обявен за архитектурно-музеен резерват „Старинен Пловдив“.
- 1960 г. – При чилийско земетресение, с най-голям измерен магнитуд (9,5), загиват около 5000 души най-вече поради образуваните цунами.
- 1962 г. – Самолетът при полет 11 на „Континентал Еърлайнс“ се разбива в Юниънвил, Мисури, след като пръчки динамит избухват на борда, умират всички 45 души.
- 1965 г. – Открива се криптата на Храм-паметник Свети Александър Невски, като филиал за средновековно и възрожденско българско изкуство при Националната художествена галерия.
- 1968 г. – Американската атомна подводница Скорпиън (SSN-589) потъва на около 650 км югозападно от Азорските острови с 99 души екипаж на борда. Към момента по неизяснена причина.
- 1969 г. – Лунният модул на Аполо 10 се доближава максимално до повърхността на Луната.
- 1972 г. – Ричард Никсън пристига в Москва на първото посещение на американски президент в СССР. Американският държавен глава води преговори с генералния секретар на ЦК на КПСС и председател на Президиума на Върховния съвет на СССР Леонид Брежнев. Те се споразумяват да изградят директна гореща линия между Вашингтон и Москва, известна като "червеният телефон", за бързо взаимодействие между двете страни при случай на спешност.
- 1972 г. – Цейлон приема нова конституция, с която става република и променя името си на Шри Ланка.
- 1990 г. – Бившият марксистки Южен Йемен и авторитарният Северен Йемен се обединяват в Република Йемен.
- 1990 г. – Излиза операционната система на Microsoft Windows 3.0.
- 1992 г. – Босна и Херцеговина, Хърватия и Словения се присъединяват към ООН.
- 2012 г. – Земетресение с епицентър близо до Перник с магнитуд 5.8.
- 2020 г. – Самолетът при полет 8303 на „Пакистан Интернешънъл Еърлайнс“ се разбива по време на повторен заход и кацане в Карачи и убива 97 души на борда и един на земята.

## Родени
- 1783 г. – Уилям Стърджън, английски физик († 1850 г.)
- 1808 г. – Жерар дьо Нервал, френски поет († 1855 г.)
- 1813 г. – Рихард Вагнер, немски композитор († 1882 г.)
- 1859 г. – Артър Конан Дойл, британски писател († 1930 г.)
- 1881 г. – Михаил Ларионов, руски художник († 1964 г.)
- 1891 г. – Йоханес Р. Бехер, немски поет († 1958 г.)
- 1900 г. – Клайд Толсън, американски полицай († 1975 г.)
- 1907 г. – Лорънс Оливие, английски актьор († 1989 г.)
- 1914 г. – Сън Ра, американски музикант († 1993 г.)
- 1924 г. – Шарл Азнавур, френски певец († 2018 г.)
- 1927 г. – Лени Вълкова, българска джаз-певица
- 1932 г. – Димитър Симеонов, български музикант, диригент и преподавател († 2019 г.)
- 1941 г. – Борис Гуджунов, български поп певец († 2015 г.)
- 1943 г. – Бети Уилямс, ирландска активистка, Нобелов лауреат († 2020 г.)
- 1946 г. – Джордж Бест, северноирландски футболист († 2005 г.)
- 1954 г. – Анатол Петренку, молдовски историк и политик
- 1954 г. – Шуджи Накамура, американско-японски физик и инженер, Нобелов лауреат
- 1959 г. – Мара Матушка, австрийска художничка от български произход
- 1969 г. – Йото Йотов, български щангист
- 1970 г. – Иван Кескинов, български тенисист
- 1970 г. – Наоми Кембъл, английски супермодел
- 1971 г. – Соня Васи, български фотомодел, манекенка, моден дизайнер и певица
- 1976 г. – Кристиан Вандевелде, американски колоездач
- 1979 г. – Тихомир Тичко, български шахматист
- 1981 г. – Брайън Даниълсън, американски кечист
- 1982 г. – Яна Огнянова, българска актриса
- 1983 г. – Любена Нинова, българска певица
- 1984 г. – Антон Хекимян, български журналист
- 1986 г. – Димитър Пашев, български политик
- 1987 г. – Новак Джокович, сръбски тенисист

## Починали
- 337 г. – Константин I Велики, римски император (* 274 г.)
- 1016 г. – Иван Владимир, сръбски княз (* 10 век г.)
- 1667 г. – Александър VII, римски папа (* 1599 г.)
- 1834 г. – Йохан Пол, чешки ботаник (* 1782 г.)
- 1873 г. – Алесандро Манцони, италиански писател (* 1785 г.)
- 1885 г. – Виктор Юго, френски писател (* 1802 г.)
- 1896 г. – Пьотър Алабин, руски общественик (* 1824 г.)
- 1907 г. – Александър Кошка, български революционер (* 1873 г.)
- 1938 г. – Гечо Кокилев, български и съветски морски офицер (* 1899 г.)
- 1948 г. – Любомир Владикин, български юрист
- 1967 г. – Лангстън Хюз, американски поет (* 1902 г.)
- 1983 г. – Албер Клод, белгийски биохимик, носител на Нобелова награда за 1974 г.
- 1984 г. – Мими Балканска, българска певица (* 1902 г.)
- 1990 г. – Роки Грациано, американски боксьор (*1919)
- 1992 г. – Зелиг Харис, американски езиковед (* 1909 г.)
- 1995 г. – Пенчо Кубадински, български политик (* 1918 г.)
- 1996 г. – Джордж Смит, американски писател (* 1922 г.)
- 1997 г. – Алфред Хърши, американски биохимик, носител на Нобелова награда за медицина (* 1908 г.)
- 1998 г. – Иван Кисьов, български инженер (* 1910 г.)
- 2004 г. – Деспина Кехайова, българска циркова актриса (* 1972 г.)
- 2004 г. – Михаил Воронин, руски гимнастик (* 1945 г.)
- 2004 г. – Ричард Бигс, американски актьор (* 1960 г.)
- 2008 г. – Робърт Асприн, американски писател (* 1946 г.)

## Празници
- Международен ден за биологично разнообразие
- Йемен – Ден на обединението (между Северен и Южен Йемен, 1990 г., национален празник)